# Дмитрієвка (Бородуліхинський район)
Дми́трієвка (каз. Дмитриевка) — село у складі Бородуліхинського району Абайської області Казахстану. Адміністративний центр Дмитрієвського сільського округу.
Населення — 1149 осіб (2021; 1188 у 2009, 1330 у 1999, 1856 у 1989).
Національний склад станом на 1989 рік:
- росіяни — 48 %
- німці — 34 %